# Quaqua multiflora
Quaqua multiflora är en oleanderväxtart som först beskrevs av Robert Allen Dyer, och fick sitt nu gällande namn av Peter Vincent Bruyns. Quaqua multiflora ingår i släktet Quaqua och familjen oleanderväxter. Inga underarter finns listade i Catalogue of Life.